# 리쿠베쓰정
리쿠베쓰정(일본어: 陸別町)은 일본 홋카이도 도카치 종합진흥국 관내의 아쇼로군에 있는 정이다.
정명의 유래는 아이누어의 ‘리쿤펫’(rikun pet, 높은 곳에 있는 강)이다.

## 지리
도카치 종합진흥국 관내 북동부에 위치한다.

### 인접한 자치체
- 도카치 종합진흥국
  - 아쇼로군 아쇼로정

- 오호츠크 종합진흥국
  - 도코로군 오케토정, 군넷푸정
  - 아바시리군 쓰베쓰정

### 기후
주위가 산으로 둘러싸인 분지이기 때문에 한난의 차이가 매우 심하고, 한여름이라도 30도를 넘기는 일이 그다지 많지 않은 홋카이도 안에서 30도가 넘는 반면에 한겨울은 -30도 이하가 되는 일도 자주 있다. 따라서 최근에는 드물어졌지만 예전에는 ‘70도의 온도차가 있는 정’으로 표현할 때도 있었다. 1월 평균 기온은 -11.5℃, 최저 기온의 평균은 -19.6℃으로 일본의 지역 기상관측 시스템(후지산 제외) 중에서는 가장 낮다. 이러한 이유로 ‘일본에서 제일 추운 정, 리쿠베쓰’가 관광의 테마가 되고 있다.
겨울에는 드물게 오로라가 관측되는 일이 있다.
| 리쿠베쓰정의 기후                                            | 리쿠베쓰정의 기후 | 리쿠베쓰정의 기후 | 리쿠베쓰정의 기후 | 리쿠베쓰정의 기후 | 리쿠베쓰정의 기후 | 리쿠베쓰정의 기후 | 리쿠베쓰정의 기후 | 리쿠베쓰정의 기후 | 리쿠베쓰정의 기후 | 리쿠베쓰정의 기후 | 리쿠베쓰정의 기후 | 리쿠베쓰정의 기후 | 리쿠베쓰정의 기후 |
| 월                                                           | 1월               | 2월               | 3월               | 4월               | 5월               | 6월               | 7월               | 8월               | 9월               | 10월              | 11월              | 12월              | 연간              |
| ------------------------------------------------------------ | ----------------- | ----------------- | ----------------- | ----------------- | ----------------- | ----------------- | ----------------- | ----------------- | ----------------- | ----------------- | ----------------- | ----------------- | ----------------- |
| 역대 최고 기온 °C (°F)                                       | 6.6 (43.9)        | 10.1 (50.2)       | 17.4 (63.3)       | 29.3 (84.7)       | 37.8 (100.0)      | 35.5 (95.9)       | 35.9 (96.6)       | 35.1 (95.2)       | 32.8 (91.0)       | 27.8 (82.0)       | 20.0 (68.0)       | 12.9 (55.2)       | 37.8 (100.0)      |
| 일평균 최고 기온 °C (°F)                                     | −2.5 (27.5)       | −1.4 (29.5)       | 3.2 (37.8)        | 10.5 (50.9)       | 17.1 (62.8)       | 20.6 (69.1)       | 23.7 (74.7)       | 24.4 (75.9)       | 20.8 (69.4)       | 14.7 (58.5)       | 7.1 (44.8)        | −0.2 (31.6)       | 11.5 (52.7)       |
| 일일 평균 기온 °C (°F)                                       | −11.1 (12.0)      | −9.6 (14.7)       | −3.1 (26.4)       | 4.0 (39.2)        | 10.1 (50.2)       | 14.4 (57.9)       | 18.3 (64.9)       | 19.1 (66.4)       | 14.9 (58.8)       | 7.9 (46.2)        | 0.7 (33.3)        | −7.7 (18.1)       | 4.8 (40.6)        |
| 일평균 최저 기온 °C (°F)                                     | −19.6 (−3.3)      | −18.8 (−1.8)      | −10.6 (12.9)      | −2.5 (27.5)       | 3.4 (38.1)        | 9.1 (48.4)        | 14.0 (57.2)       | 15.0 (59.0)       | 9.8 (49.6)        | 1.8 (35.2)        | −5.3 (22.5)       | −14.9 (5.2)       | −1.6 (29.1)       |
| 역대 최저 기온 °C (°F)                                       | −33.2 (−27.8)     | −33.1 (−27.6)     | −27.6 (−17.7)     | −19.1 (−2.4)      | −7.2 (19.0)       | −2.1 (28.2)       | 2.1 (35.8)        | 4.2 (39.6)        | −2.4 (27.7)       | −9.2 (15.4)       | −20.9 (−5.6)      | −27.6 (−17.7)     | −33.2 (−27.8)     |
| 평균 강수량 mm (인치)                                        | 33.7 (1.33)       | 20.1 (0.79)       | 38.4 (1.51)       | 54.2 (2.13)       | 71.5 (2.81)       | 67.6 (2.66)       | 106.0 (4.17)      | 137.0 (5.39)      | 121.5 (4.78)      | 83.4 (3.28)       | 47.7 (1.88)       | 42.8 (1.69)       | 831.8 (32.75)     |
| 평균 강설량 cm (인치)                                        | 97 (38)           | 74 (29)           | 80 (31)           | 25 (9.8)          | 2 (0.8)           | 0 (0)             | 0 (0)             | 0 (0)             | 0 (0)             | 1 (0.4)           | 20 (7.9)          | 86 (34)           | 386 (152)         |
| 평균 강수일수 (≥ 1.0 mm)                                     | 7.0               | 5.7               | 8.6               | 9.8               | 9.9               | 9.0               | 10.0              | 11.1              | 10.6              | 9.1               | 7.9               | 7.8               | 107.1             |
| 평균 강설일수 (≥ 5 cm)                                       | 30.2              | 28.3              | 29.2              | 6.2               | 0.0               | 0.0               | 0.0               | 0.0               | 0.0               | 0.2               | 2.8               | 21.3              | 118.4             |
| 평균 월간 일조시간                                           | 151.2             | 150.2             | 172.5             | 168.8             | 170.8             | 144.5             | 128.1             | 121.6             | 136.8             | 157.9             | 144.1             | 145.6             | 1,792             |
| 출처: 일본 기상청 (평년값: 1991년~2020년, 극값: 1977년~현재) |                   |                   |                   |                   |                   |                   |                   |                   |                   |                   |                   |                   |                   |

## 역사
- 1923년 4월 - 2급 정촌제가 시행되어 리쿤베쓰촌(淕別村)이 되었다. 구시로쿠니 지청 관할.
- 1948년 10월 - 구시로쿠니 지청에서 도카치 지청으로 이관되었다.
- 1949년 8월 - 리쿠베쓰촌(陸別村)으로 개칭했다.
- 1953년 9월 - 정으로 승격해 리쿠베쓰정이 되었다.

## 경제
농업, 임업, 낙농업이 활발하다.

## 교통

### 도로
- 국도 242호선